# Front Electric Sustainer
 (octobre 2023).

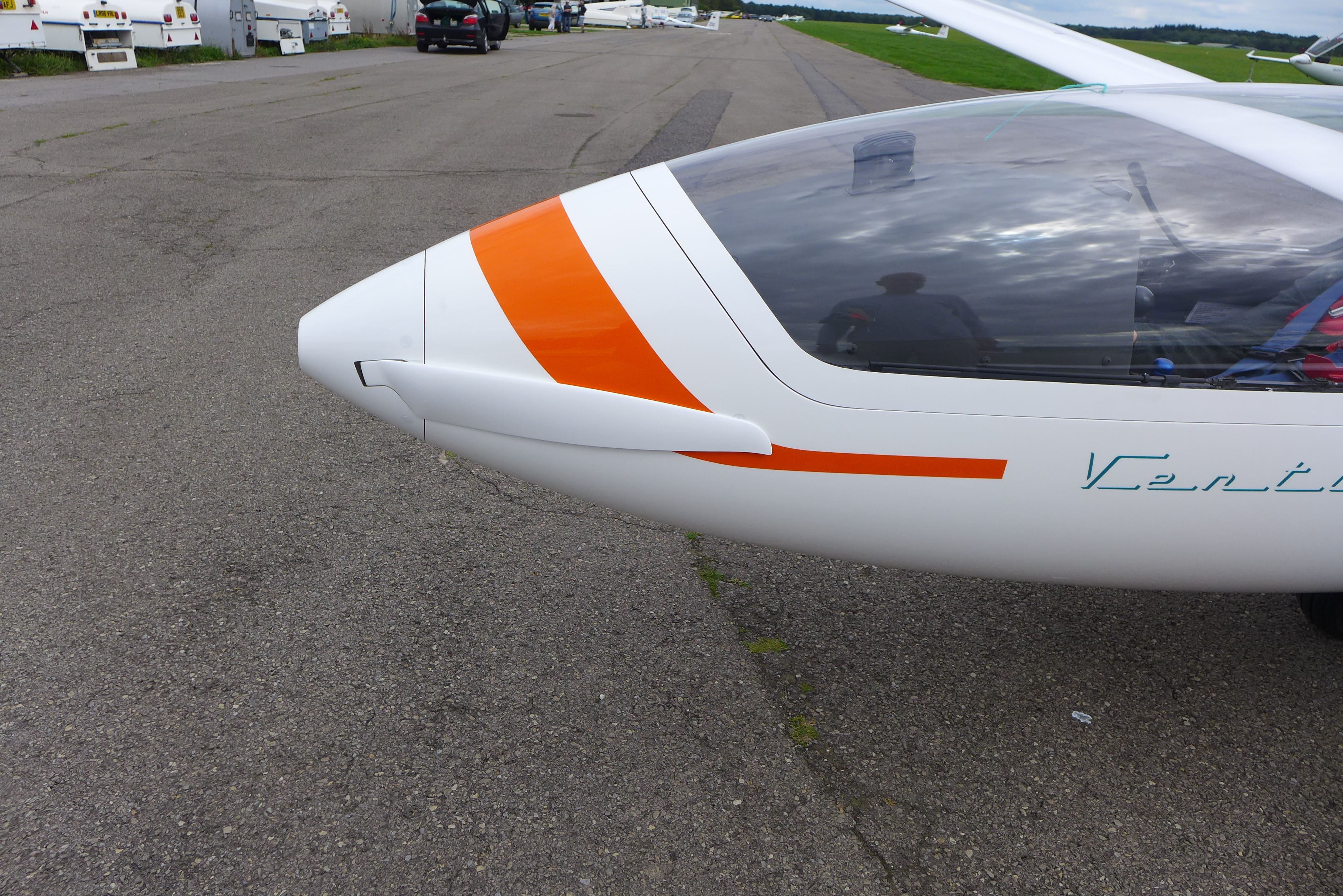
Planeur montrant l'hélice du système FES

La disposition du moteur électrique Front Electric Sustainer (FES) est un type de montage d'un système de propulsion pour planeurs qui utilise un moteur électrique alimenté par des batteries et une hélice pliable dans le nez de l'aéronef.
Le système utilise un Moteur électrique synchone sans balais compact de quelques dizaines de kW situé dans le nez du planeur. L’alimentation est fournie par des batteries lithium-ion. Les planeurs les plus légers sont capables de se décoller avec le système FES, tandis que les planeurs les plus lourds peuvent l'utiliser comme système "anti-vache", c'est-à-dire apporter un minimum de puissance pour arrêter la descente et naviguer jusqu'a un aérodrome proche. Bien que les planeurs équipés du FES aient une autonomie plus courte (70 à 100 km)  en puissance que les planeurs équipés de moteurs à essence, on peut s'attendre à ce que le moteur électrique démarre de manière plus fiable et rapide, à condition qu'il y ait suffisamment d'énergie dans les batteries.
L'hélice d'un mètre de diamètre est en composite et se replie sur le nez. Elle se déploie s'ouvre grâce à la force centrifuge lorsque la rotation commence. Les pales sont légèrement courbés pour épouser la forme du nez du fuselage de chaque type de planeur sur lequel ils sont montés.
Plus de 240 planeurs de onze types différents, provenant de sept constructeurs, sont déjà équipés de ce système.
- Schempp-Hirth Ventus 3 et son prédécesseur Schempp-Hirth Ventus 2 [3]
- Discus de Schempp-Hirth 2 [3]
- Discus duo Schempp-Hirth [4]
- DG Flugzeugbau DG-1000 [5]
- Rolladen-Schneider LS8 [6]
- LAK-17 et Mini-LAK [7]
- HPH 304 [8]
- Diana Planeurs Diana [9]
- Alisport silencieux 2 [10]
- Albastar AS [11]